# Chan Siu Ki
Chan Siu Ki - em cantonês, 陳肇麒 (Fanling, 14 de julho de 1985) é um futebolista de Hong Kong, que joga como atacante ou zagueiro. Atualmente defende o Eastern District.

## Carreira em clubes
Revelado pelo Tai Po em 2002, em sua temporada de estreia como jogador profissional balançou as redes 12 vezes em 14 partidas. Jogou ainda por Hong Kong Rangers, Kitchee (inicialmente por empréstimo, e em seguida contratado em definitivo) e South China até 2012, quando foi dispensado após ter sido flagrado fumando (segundo escândalo envolvendo o jogador), e teve sua única experiência fora do futebol honconguês ao jogar no Guangdong Sunray Cave, da segunda divisão chinesa.
Voltou ao South China em 2013 - desta vez usando a camisa 7 - e, desde 2017, atua pelo Hong Kong Pegasus.

## Seleção
Desde 2004, Chan é convocado para defender a Seleção de Hong Kong, na qual é o maior artilheiro da história da equipe, com 37 gols. Ele também é o quarto jogador que mais entrou em campo pelos Dragões, com 67 partidas.